# ديفيد توشيو تسومورا
ديفيد توشيو تسومورا (باليابانية: 津村俊夫؛ بالكانا: つむら としお) هو مترجم ياباني، ولد في 1944 في كوبه في اليابان.